# Альф Якобсен
Альф Якобсен (норв. Alf Jacobsen, 14 червня 1885 — 29 травня 1948) — норвезький яхтсмен.
Олімпійський чемпіон 1920 року в класі 8 метрів (за правилами 1907 року).